# Steve Martin
Stephen Glenn "Steve" Martin (sinh ngày 14 tháng 8 năm 1945) là một diễn viên, nghệ sĩ hài, nhà văn, nhà sản xuất và nhạc sĩ người Mỹ. Martin nổi tiếng khi là biên kịch cho Smothers Brothers Comedy Hour vào những năm 1960 và khách mời thường xuyên của chương trình The Tonight Show. Vào những năm 1970, Martin trình diễn hài kịch trong nhiều chuyến lưu diễn khắp quốc gia. Từ những năm 1980, ông tạm dừng sự nghiệp hài độc thoại để trở thành diễn viên, nhà văn, nhà soạn kịch, nhạc sĩ dương cầm và banjo, giúp ông thắng giải Emmy, giải Grammy và giải thưởng hài kịch Mỹ, cùng nhiều vinh danh khác.
Năm 2004, Comedy Central xếp Martin vào danh sách 100 nghệ sĩ hài độc thoại vĩ đại nhất. Ông giành giải Oscar danh dự vào năm 2013. Chơi banjo từ nhỏ, ông dùng nhạc cụ này trong nhiều tiết mục hài kịch và âm nhạc vào đầu thập niên 2000; thu âm và trình diễn với nhiều nghệ sĩ nhạc bluegrass, bao gồm Earl Scruggs, giúp ông giành giải "Trình diễn nhạc khí đồng quê xuất sắc nhất" năm 2002. Album đơn ca đầu tay của ông, The Crow: New Songs for the 5-String Banjo (2009) giành giải Grammy cho "Album nhạc bluegrass hay nhất".

## Danh sách đĩa nhạc

### Album
| Album                                                    | Năm  | Thứ hạng cao nhất | Thứ hạng cao nhất | Chứng nhận        |
| Album                                                    | Năm  | Billboard 200     | US Bluegrass      | Chứng nhận        |
| -------------------------------------------------------- | ---- | ----------------- | ----------------- | ----------------- |
| Let's Get Small                                          | 1977 | 10                | —                 | - US: Bạch kim    |
| A Wild and Crazy Guy                                     | 1978 | 2                 | —                 | - US: 2× Bạch kim |
| Sgt. Pepper's Lonely Hearts Club Band soundtrack         | 1978 | 5                 | —                 | - US: Bạch kim    |
| Comedy Is Not Pretty!                                    | 1979 | 25                | —                 | - US: Vàng        |
| The Steve Martin Brothers                                | 1981 | 135               | —                 |                   |
| Little Shop of Horrors soundtrack                        | 1986 | —                 | —                 |                   |
| The Crow: New Songs for the 5-String Banjo               | 2009 | 93                | 1                 |                   |
| Rare Bird Alert (with Steep Canyon Rangers)              | 2011 | 43                | 1                 |                   |
| Love Has Come for You (with Edie Brickell)               | 2013 | 21                | 1                 |                   |
| Live (with Steep Canyon Rangers featuring Edie Brickell) | 2014 | —                 | 1                 |                   |
| So Familiar (with Edie Brickell)                         | 2015 | 126               | 1                 |                   |
| "—" là không xếp hạng                                    |      |                   |                   |                   |

### Đĩa đơn
| Tựa đề                                                                               | Năm  | Thứ hạng cao nhất (US ) |
| ------------------------------------------------------------------------------------ | ---- | ----------------------- |
| "Grandmother's Song"                                                                 | 1977 | 72                      |
| "King Tut"                                                                           | 1978 | 17                      |
| "Cruel Shoes"                                                                        | 1979 | 91                      |
| "Pretty Little One" (Steve Martin và Steep Canyon Rangers hợp tác với Edie Brickell) | 2014 | —                       |

### Video âm nhạc
| Video                               | Năm  | Đạo diễn         |
| ----------------------------------- | ---- | ---------------- |
| "Jubilation Day"                    | 2011 | Ryan Reichenfeld |
| "Pretty Little One"                 | 2014 | David Horn       |
| "Won't Go Back" (với Edie Brickell) | 2015 | Matt Robertson   |

### Chương trình độc thoại
- Steve Martin-Live! (1986, VHS)
- Saturday Night Live: The Best Of Steve Martin (1998, DVD)
- Steve Martin: The Television Stuff (2012, DVD; bao gồm Steve Martin-Live! và chương trình NBC đặc biệt)

## Sự nghiệp văn chương
- The Jerk (1979) (Kịch bản viết cùng Carl Gottlieb)
- Cruel Shoes (1979) (Tiểu luận)
- Picasso at the Lapin Agile and Other Plays: Picasso at the Lapin Agile, the Zig-Zag Woman, Patter for the Floating Lady, WASP (1993) (Kịch)
- L.A. Story và Roxanne: Two Screenplays (cùng xuất bản năm 1987) (Kịch bản)
- Pure Drivel (1998) (Tiểu luận)
- Bowfinger (1999) (Kịch bản)
- Eric Fischl: 1970–2000 (2000) (Lời bạt)
- Modern Library Humor and Wit Series (2000) (Giới thiệu và loạt truyện)
- Shopgirl (2000) (Tiểu thuyết)
- Kindly Lent Their Owner: The Private Collection of Steve Martin (2001) (Nghệ thuật)
- The Underpants: A Play (2002) (Kịch)
- The Pleasure of My Company (2003) (Tiểu thuyết)
- The Alphabet from A to Y with Bonus Letter Z (2007) (Sách trẻ em do Roz Chast minh họa)
- Born Standing Up (2007) (Hồi ký)
- An Object of Beauty (2010) (Tiểu thuyết)
- Late For School (2010) (Sách trẻ em)
- The Ten, Make That Nine, Habits of Very Organized People. Make That Ten.: The Tweets of Steve Martin (ngày 21 tháng 2 năm 2012) (Bộ sưu tập)